# Картопляне пюре

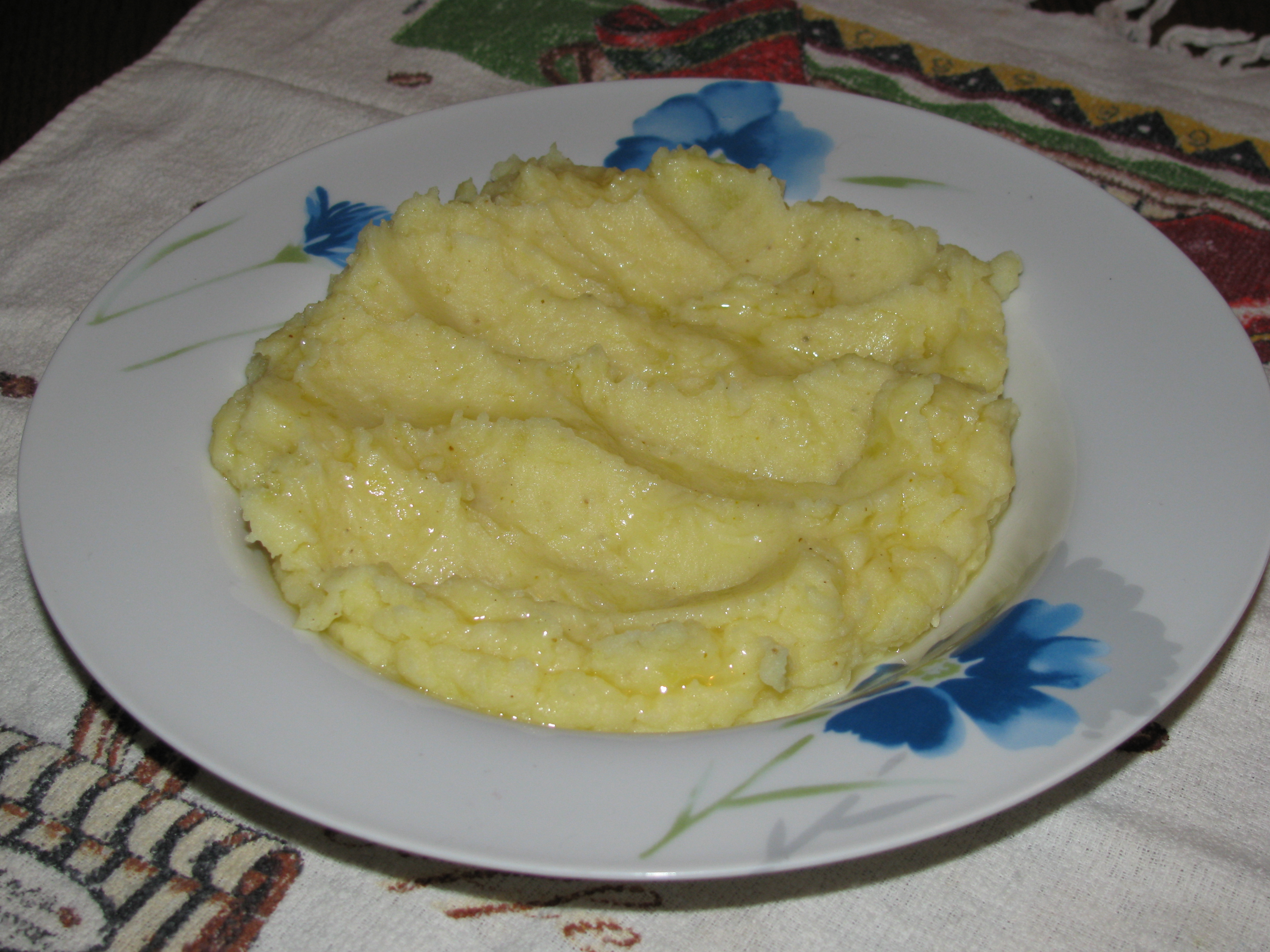
Бульбяне пюре

Бульбя́не пюре́ (фр. Purée; народна назва в Україні м'ячка, товмачі́) — страва, виготовлена з відвареної бульби.
Вона використовується в їжу як додаток до м'ясних страв: гуляша, з курки, котлет та інших.
Для виготовлення пюре використовується бульба крохмалистих сортів, молоко та вершкове масло.
Деякі варіанти включають використання сиру та мускатний горіх.
Бульбу попередньо відварюють, потім розминають та додають решту складників згідно з рецептурою.
З огляду на склад пюре (особливо такі складники, як вершкове масло та бульба), страва багата на калорії.
Із 2000-х років пюре продається в пачках, наприклад, Мівіна. Цей напівфабрикат потрібно залити гарячою водою і через кілька хвилин можна споживати.